# Савиндан
Савиндан је празник Српске православне цркве који се слави 27. јануара (тј. 14. јануара по старом календару), којим се обележава успомена на Светог Саву, принца династије Немањића, српског просветитеља и првог архиепископа српског.
Празник Савиндан је у црквеном календару уписан црвеним словима: Свети Сава, први архиепископ српски. Празник Светог Саве је један од највећих храмовних и породичних празника у српском народу. Као еснафску славу светкују га многе занатлије а проглашен је и за школску славу.
Подстицај за организовање грађанских прослава Савиндана потекао од Срба у Угарској, а начин празновања Светог Саве код Срба током векова доживело је различите трансформације, у складу са историјским, друштвеним, политичким и културним околностима и променама како у Србији, тако и на глобалном плану.

## Порекло празника
На овај дан, Свети Сава је окончао свој живот и црква је установила да се овог дана обележава успомена на живот и дело Светог Саве. Умро је у понедељак 14. јануара 1236. године, у граду Трнову у Бугарској.
До процвата светосавског култа је дошло стварањем нове српске државе. Још почетком XIX века је спевана позната Химна светом Сави, а законом из 1840. године његов празник постаје општа школска слава у Србији.

## Народни обичаји и симболика
Нарочито ревносно Светог Саву празнују сточари из разних крајева. Попут Светог Мрате и Светог Аранђела, Свети Сава се сматра вучјим пастиром.
Многи српски народни обичаји око Светог Саве везани су за стоку и за страх од вукова. Пред Савиндан се није смела стока терати у шуму, из страха од вукова, јер би то за њу било погубно. Ових дана се ништа није смело радити са сечивом. Бритве нису отваране да би вуцима чељусти остале склопљене. А жене нису смеле ништа бојити у црвено да вуци не би клали стоку.
Да би умолили свеца да вукове окрене од њиховог стада, у многим крајевима се овај празник прославља врло свечано и пре њега се постило седам дана.
Постоји много српских народних веровања везаних за Савиндан, међу којима и то да ако на Светог Саву грми, десиће се важни догађаји у земљи.
Име Светог Саве носе многи топоними на свим просторима гдје живе Срби, а нарочито у Србији и Црној Гори. Познато је да успомену на првог српског архиепископа у Црној Гори, чувају ови топоними: Савина, Савиница, Савина вода, Савина греда, Савина стопа, Савин извор, Савин поток, Савина страна, Савин кук, Савино почивало. Сасвим је извјесно да овим није исцрпљен списак топонима који носе име нашег првог просветитеља. (С. Марковић)

## Празник Светог Саве
Многе врсте занатлија из Србије су га сматрале својим патроном и узимале његов дан за еснафску славу. Светог Саву су за еснафску славу узеле занатлије ужари, мутавџије, опанчари, обућари и други.
Празничне песме за Савиндан:
- Химна светом Сави

## Школска слава
Свети Сава је установљен за школску славу одлуком Совјета Књажества Србског 2. јануара 1840. године, а на предлог Атанасија Николића, ректора Лицеја у Крагујевцу. Атанасије Николић је наставничким саветима Лицеја и гимназијама предложио тај дан као празник свих школа. У одлуци Попечитељског просвјештенија, представници државне и црквене власти прописали су да се Свети Сава проглашава за патрона свих наших школа и да се од тада 14/27. јануара има у свим школама најсвечаније прослављати. Исте године су прве прославе организоване. Прво се организовала служба у цркви, процесија младих са свештеницима, професорима, учитељима и општинарима, носећи барјаке. Поворка је свечано прошла чаршијом певајући тропар светитеља. У Лицеју су освештане просторије и организована приредба. За госте и виђене грађане у Лицеју је организован ручак. 

Црна Гора га уводи 1856. године, под књазом Данилом. Празник се прослављао као школска слава све до 1945. године, када је укинут одлуком власти. После полувековне забране у комунистичком режиму, поново се наставило са прослављањем Светог Саве као школског патрона.

## Савиндан у дијаспори
Празновање Светог Саве, Савиндан, у оквиру богослужбеног циклуса и на нивоу световних свечаности, код Срба током времена добило је димензију симбола националног и верског идентитета. У прилог томе говори и чињеница да се код Срба православље назива и светосавље. То се односи не само на српски народ у матичној земљи већ и у дијаспори. Управо је подстицај за организовање грађанских прослава Савиндана потекао од Срба у Угарској. Тачније, историја настанка световног култа светог Саве у великој мери је повезана са Србима у Угарској. Због тога данашњи Срби у Мађарској себе сматрају наследницима једне дуге традиције.

### Савиндан у Угарској (Мађарској)
Настанак световног култа светог Саве, који је пратио црквени, није још увек могућно потпуно реконструисати, али постоје писани трагови да је био обележаван у Сремским Карловцима још половином 18. века. У Карловачкој митрополији култ светог Саве ширио се из фрушкогорског манастира Кувеждина. На дан светог Саве 1806. године у Араду Срби су позвани да славе овог светитеља онако како то чине Мађари са светим Иштваном или Руси са Владимиром и Александром Невским, не само као светитеља, него и као историјску личност. Као школски патрон свети Сава је први пут прослављен 1812. године у Земуну. Иницијативу у ширењу светосавских прослава по Србији најчешће су имали Срби који су у то време долазили из Угарске. За то време, у Будимпешти, Матица српска је од свог оснивања 1825. године уобичајила да држи свечане састанке на овај дан, а од 1839. на светог Саву одржавала је у Текелијануму и своје годишње „главно собраније”. У Сегедину исте године наводно је први пут у литији певана светосавска химна Ускликнимо с љубављу. Почетком шездесетих година 19. века српска омладина и текелијанумски ђаци у Будимпешти почињу поводом светог Саве да држе беседе и настаје нови тип грађанских прослава, преузет вероватно од Чеха, које су се састојале од свечане академије и бала.
Тако се од почетка 19. века до шездесетих година формирају и устаљују главни облици световне прославе – школска прослава, свечана академија и бал. О томе да су Срби из Угарске били узор осталим крајевима са српским становништвом у начину прослављања светог Саве сведочи текст у првом броју Босанске виле из 1886. у коме један сарајевски учитељ позива Србе у Босни да организују светосавске беседе онако како то
чине прекосавски Срби. Светосавске прославе по стале су до краја 19. века уобичајене свуда где постоје српске заједнице, а нарочито тамо где постоје српске школе.
У Србији се ова традиција потискује или прекида после Другог светског рата. Међу Србима у Мађарској, иако потиснута у том периоду потиснута, никад се није сасвим прекинула, а обнова је почела још у другој половини седамдесетих година. У правом смислу, светосавске прославе код Срба у Мађарскојобнављају се током деведесетих година.

### Савиндан у Грчкој
Још 1886. године Српска дијаспора у Грчкој у Солуну оснива Друштво Светог Саве, а неколико година касније подижу и цркву Светог Саве. Крајем 19. века у Солуну су постојале четири српске школе: гимназија Дом науке, две основне школе за мушку и женску децу и српска Виша девојачка школа са интернатом. Грчка ауторка Меропи Анастасиаду помиње да су солунски Срби крајем 19. и почетком 20. века славили свог патрона Светог Саву. Богослужење у цркви је било праћено свечаношћу, која је приређивана у српској гимназији. Ученици су имали добро организован хор и оркестар, а у оквиру прославе Савиндана сваке године је приређивана „српска беседа”. Ова манифестације је била веома посећена и убрајају се у прве солунске забаве.
У периоду после Другог светског рата, под утицајем тадашње друштвено-политичке ситуације, активности српске заједнице јењавају, да би оживеле 90-тих година, када ратови на територији бивше Југославије доводе до досељавање више таласа српских миграната на грчку територију. Ове миграције са нешто смањеним интензитетом трају и данас. Од двехиљадитих година широм Грчке је отворен низ школа на српском језику, које похађају деца из претежно српко-грчких мешовитих бракова. Централна прослава за коју се деца припремају током целог првог полугодишта је Савиндан. У Солуну прослава Савиндана започиње у цркви Светог Саве 26. јануара вечерњом службом, коју одслужи неко од српских свештеника који се школују у Солуну. Сутрадан се служи празнична литургија, а у вечерњим часовима у конзулату Републике Србије организује се свечано сечење славског колача исвечани програм са учешћем ученика српских школа из Солуна, Катеринија и Лептокарије.

### Савиндан у западним земљама
Прославе Савиндана у западноевропским и прекоморским земљама (САД, Канада, Аустралија, Нови Зеланд...) карактерише континуитет празновања у српским црквеним заједницама. У прекоморским земљама осниване су српске црквено-школске заједнице, па је тако прослава Савиндана заједничка на црквеном и школском нивоу. Са друге стране, у западноевропским земљама у другој половини 20. века долази до формирања југословенских допунских школа, у којима се Савиндан није прослављао. Овај празник је био обележаван на црквеном нивоу, а у световним круговима до његовог празновања и повезивања са црквом долази претежно од деведесетих година 20. века.